# Cicada 3301
Cicada 3301 ist der Name, mit dem eine unbekannte Organisation, die seit 2012 mehrfach komplexe Rätselserien veröffentlichte, in den Medien benannt wird. Der Name wird auch für die Rätselwettbewerbe selbst verwendet.

## Hintergrund
Am 5. Januar 2012 wurde auf dem „Random“-Board „/b/“ des Imageboards 4chan eine Nachricht in englischer Sprache gepostet, in der angekündigt wurde, dass hochintelligente Individuen gesucht würden. Dazu sei ein Test entworfen worden. Im Bild, das die Nachricht zeigte, sei eine weitere Nachricht versteckt. Diese versteckte Nachricht führe zu dem geheimnisvollen Urheber. Man erwarte die wenigen, die das Rätsel lösen könnten. Unterschrieben war die Botschaft mit „3301“.
Am 5. Januar 2013, genau ein Jahr nach dem ersten Auftauchen, meldete sich Cicada 3301 erneut, wieder auf 4chan. Eine zweite Rätselrunde wurde gestartet: „Hello again. Our search for intelligent individuals now continues.“ („Erneut Hallo. Unsere Suche nach intelligenten Individuen geht jetzt weiter.“)
Am 6. Januar 2014 begann Runde 3, diesmal jedoch auf Twitter. Ein Tweet, der in der Rätselfolge von 2013 benutzt worden war, wurde wiederbelebt. Der Text lautete: „Hello. Epiphany is upon you. Your pilgrimage has begun. Enlightenment awaits.“ („Hallo. Ihnen steht die Offenbarung bevor. Ihre Pilgerreise hat begonnen. Die Erleuchtung wartet.“)
Am 6. Januar 2016 meldete sich Cicada 3301 mit einem Tweet zurück. Die Thematik von 2013 und 2014 wurde wieder aufgegriffen, in dem auf das – offenbar immer noch nicht entschlüsselte – Manuskript „Liber Primus“, das in Runenschrift verfasst wurde, verwiesen wurde.
Im April 2017 wurde eine weitere überprüfbare Nachricht der Gruppe gefunden.

## Name
Die Cicada-3301-Botschaften verwenden als Logo das Bild einer Zikade (englisch: „cicada“) und sind mit „3301“ unterzeichnet. Es gibt eine Verbindung zwischen Zikaden und der Zahl 3301: Manche Zikadenarten haben einen Paarungszyklus von 13 oder 17 Jahren, beides Primzahlen, und 3301 ist selbst eine Primzahl.

## Rätsel
Zur Lösung der Rätsel sind Kenntnisse in den unterschiedlichsten Bereichen erforderlich, darunter Verschlüsselungsverfahren und Steganografie, der Okkultismus des Aleister Crowley, Cyberpunk-Literatur, Werke von William Blake, angelsächsische Runen und Darknets wie Tor. Die Lösung eines Rätselschritts führt zum nächsten Rätselschritt.
In der ersten Rätselserie 2012 war der Endpunkt eine Seite im Tor-Netzwerk. Nachdem eine unbekannte Anzahl von Teilnehmern diese Seite erreichten, zeigte sie die Nachricht: „We want the best, not the followers.“ („Wir wollen die Besten, nicht die Nachläufer.“).
In einer weiteren Nachricht einige Wochen später hieß es: „Hello, we have now found the individuals we sought. Thus our month-long journey ends. For now. Thank you for your dedication and effort. If you were unable to complete the test, or did not receive an email, do not despair. There will be more opportunities like this one.“ („Hallo, wir haben jetzt die gesuchten Individuen gefunden. So endet unsere Monate lange Reise. Fürs Erste. Danke für Ihre Hingabe und Ihre Bemühungen. Wenn Sie den Test nicht bestanden oder keine E-Mail bekommen haben, verzweifeln Sie nicht. Es wird mehr Möglichkeiten wie diese geben.“)
2012 erforderte die Teilnahme an Cicada 3301 auch das Auffinden von Postern und Aufklebern auf mehreren Kontinenten. QR-Codes an Straßenlaternen wie auch Litfass-Säulen zeigten zum nächsten Rätselschritt führende Internet-Adressen.
Der schwedische Computerexperte Joel Eriksson dokumentierte Cicada 3301, nachdem er es bis zum Ende der Rätselserie 2012 geschafft hatte, jedoch zu spät: Die Seite war bereits geschlossen. Es hatten sich in kürzester Zeit Teilnehmerforen im Internet gebildet, auf denen die Rätsel diskutiert und Lösungen veröffentlicht wurden. Detaillierte Informationen wurden in einem Cicada-3301-Wiki gesammelt.

## Urheber
Der oder die Urheber der Cicada-3301-Rätsel sind nicht öffentlich bekannt. Spekulationen reichen von einem Alternate Reality Game über eine Marketingkampagne bis hin zu Einstellungstests privater, staatlicher oder krimineller Organisationen. Vielfach genannt werden Geheimdienste wie MI6 und CIA, da der britische Nachrichtendienst GCHQ ein ähnliches Verfahren einige Jahre vor Cicada 3301 zur Suche nach geeigneten Mitarbeitern verwendete. Auch Google setzte Rätsel – allerdings weit weniger komplexer Art – zur Personalsuche im Internet ein.
Zur Unterscheidung von Nachahmern und Trittbrettfahrern wurden Cicada-3301-Nachrichten mit einer PGP-Unterschrift versehen.

## Sonstiges
Am 12. März 2021 wurde der Film Dark Web: Cicada 3301 veröffentlicht, der auf den Rätseln und der Organisation basiert.